# Sahrayıcedit
Sahrayıcedit è una mahalle del distretto di Kadıköy, nella provincia di Istanbul.

## Geografia fisica
Il quartiere nella parte asiatica di Istanbul confina a sud con Erenköy, a sudest con 19 Mayıs, a ovest con Merdivenköy e a nord con il distretto di Ataşehir.

## Storia
Sahrayıcedid è stato fondato il 31 ottobre 1983 su un'area geografica proveniente per il 90% dalla mahalle di Erenköy e per il 10% da quella di Merdivenköy.

## Trasporti
Nel quartiere é prevista l'apertura nel 2024 di una stazione della linea M12 della metropolitana di Istanbul, attualmente in costruzione.